# Íjászat az 1920. évi nyári olimpiai játékokon
Az 1920. évi nyári olimpiai játékokon az íjászatban tíz férfi versenyszámban osztottak érmeket négy rögzített és hat mozgó célra lövésben.

## Éremtáblázat
(A rendező ország csapata eltérő háttérszínnel, az egyes számoszlopok legmagasabb értéke, vagy értékei vastagítással kiemelve.)
| Az 1920. évi nyári olimpiai játékok éremtáblázata íjászatban | Az 1920. évi nyári olimpiai játékok éremtáblázata íjászatban | Az 1920. évi nyári olimpiai játékok éremtáblázata íjászatban | Az 1920. évi nyári olimpiai játékok éremtáblázata íjászatban | Az 1920. évi nyári olimpiai játékok éremtáblázata íjászatban | Olimpia  |
| ------------------------------------------------------------ | ------------------------------------------------------------ | ------------------------------------------------------------ | ------------------------------------------------------------ | ------------------------------------------------------------ | -------- |
|                                                              | Ország                                                       | Arany                                                        | Ezüst                                                        | Bronz                                                        | Összesen |
| 1.                                                           | Belgium (BEL)                                                | 9                                                            | 5                                                            | 2                                                            | 16       |
| 2.                                                           | Hollandia (NED)                                              | 1                                                            | 0                                                            | 0                                                            | 1        |
|                                                              |                                                              |                                                              |                                                              |                                                              |          |
| 3.                                                           | Franciaország (FRA)                                          | 0                                                            | 3                                                            | 1                                                            | 4        |
|                                                              |                                                              |                                                              |                                                              |                                                              |          |
| Összesen                                                     | Összesen                                                     | 10                                                           | 8                                                            | 3                                                            | 21       |

## Érmesek
| Az 1920. évi nyári olimpiai játékok érmesei íjászatban | | | |
| Versenyszám                                            | Arany | Ezüst | Bronz |
| Rögzített madárcél Kismadár                            | Edmond Van Moer · Belgium (BEL) · 11 | Louis Van De Perck · Belgium (BEL) · 8 | Joseph Hermans · Belgium (BEL) · 6 |
| Rögzített madárcél Nagy madár                          | Edouard Cloetens · Belgium (BEL) · 13 | Louis Van De Perck · Belgium (BEL) · 11 | Firmin Flamand · Belgium (BEL) · 7 |
| Rögzített madárcél Kismadár, csapat                    | Belgium (BEL) · Edmond Cloetens · Louis Van de Perck · Firmin Flamand · Edmond Van Moer · Joseph Hermans · Auguste Van de Verre · 25                                       | nem adták ki | nem adták ki |
| Rögzített madárcél Nagy madár, csapat                  | Belgium (BEL) · Edmond Cloetens · Louis Van de Perck · Firmin Flamand · Edmond Van Moer · Joseph Hermans · Auguste Van de Verre                                            | nem adták ki | nem adták ki |
| Mozgó madárcél 28 m.                                   | Hubert Van Innis · Belgium (BEL) · 144 | Gaston Quentin · Franciaország (FRA) · 115 | nem adták ki |
| Mozgó madárcél 33 m.                                   | Hubert Van Innis · Belgium (BEL) · 139 | Julie-Louis Brulé · Belgium (BEL) · 94 | nem adták ki |
| Mozgó madárcél 50 m.                                   | Julie-Louis Brulé · Belgium (BEL) · 134 | Hubert Van Innis · Belgium (BEL) · 106 | nem adták ki |
| Mozgó madárcél 28 m., csapat                           | Hollandia (NED) · Janus Theeuwes · Driekske van Bussel · Joep Packbiers · Janus van Merrienboer · Jo van Gastel · Theo Willems · Piet de Brouwer · Tiest van Gestel · 3087 | Belgium (BEL) · Hubert Van Innis · Alphonse Allaert · Edmond De Knibber · Louis Delcon · Jérome De Maeyer · Pierre Van Thielt · Louis Fierens · Louis Van Beeck · 2924 | Franciaország (FRA) · Julien Brulé · Léonce Quentin · Pascal Fauvel · Eugène Grisot · Eugène Richez · Artur Mabellon · Léon Epin · Paul Leroy · 2328 |
| Mozgó madárcél 33 m., csapat                           | Belgium (BEL) · Alphonse Allaert · Hubert Van Innis · Edmond De Knibber · Louis Delcon · Jérome De Maeyer · Pierre Van Thielt · Louis Fierens · Louis Van Beeck · 2958     | Franciaország (FRA) · Julien Brulé · Léonce Quentin · Pascal Fauvel · Eugène Grisot · Eugène Richez · Artur Mabellon · Léon Epin · Paul Leroy · 2586                   | nem adták ki |
| Mozgó madárcél 50 m., csapat                           | Belgium (BEL) · Alphonse Allaert · Hubert Van Innis · Edmond De Knibber · Louis Delcon · Jérome De Maeyer · Pierre Van Thielt · Louis Fierens · Louis Van Beeck · 2701     | Franciaország (FRA) · Julien Brulé · Léonce Quentin · Pascal Fauvel · Eugène Grisot · Eugène Richez · Artur Mabellon · Léon Epin · Paul Leroy · 2493                   | nem adták ki |